# Магерно
Магерно (итал. Magherno) — коммуна в Италии, располагается в регионе Ломбардия, в провинции Павия.
Население составляет 1534 человека (2008 г.), плотность населения составляет 307 чел./км². Занимает площадь 5 км². Почтовый индекс — 27010. Телефонный код — 0382.
Покровителем населённого пункта считается святой Рох.

## Демография
Динамика населения:

## Администрация коммуны
- Официальный сайт: http://www.comune.magherno.pv.it/